# Іслам в Румунії
Іслам у Румунії сповідує лише 0,4 відсотка населення, але він має 700-річну традицію в Північній Добруджі, регіоні на узбережжі Чорного моря, який був частиною Османської імперії протягом майже п’яти століть (бл. 1420-1878). У сучасній Румунії більшість прихильників ісламу належать до татарської та турецької етнічних спільнот і сповідують сунітську доктрину. Ісламська релігія є одним з 18 обрядів, які удостоїлися державного визнання.

## Демографія та організація
Згідно з переписом 2022 року, 76 215 осіб, приблизно 0,4% від загальної кількості населення, вказали, що їхньою релігією є іслам, що свідчить про зростання порівняно з 2011 роком, коли 64 337 осіб заявили про прихильність ісламу. Переважна більшість румунських мусульман є сунітами, які сповідують ханафітську школу. Етнічно це переважно буджацькі татари (кримські татари та певна кількість ногайців), за ними йдуть турки, а також роми-мусульмани (за однією оцінкою близько 15 000 осіб), албанці (до 3 000) і групи близькосхідних іммігрантів. Члени мусульманської громади всередині ромської меншини в розмовній мові відомі як «турецькі роми».Традиційно вони менш релігійні, ніж люди, що належать до інших ісламських громад, і в їхній культурі змішуються ісламські звичаї з соціальними нормами ромів.
97% румунських мусульман є мешканцями двох округів, що утворюють Північну Добруджу. 85 % живуть у повіті Констанца, а дванадцять відсотків - у повіті Тулча. Решта в основному населяють такі міські центри, як Бухарест, Браїла, Джурджу та Дробета-Турну-Северин. Єдиний муніципалітет Добромір, має мусульманську більшість.
Загальнонаціональна ісламська спільнота внутрішньо розділена на 50 місцевих груп мусульман, кожна з яких обирає свій власний керівний комітет. Члени забезпечують фінансування релігійної установи, яке доповнюється державними пожертвуваннями та субсидіями, а також допомогою міжнародних ісламських організацій.

## Галерея

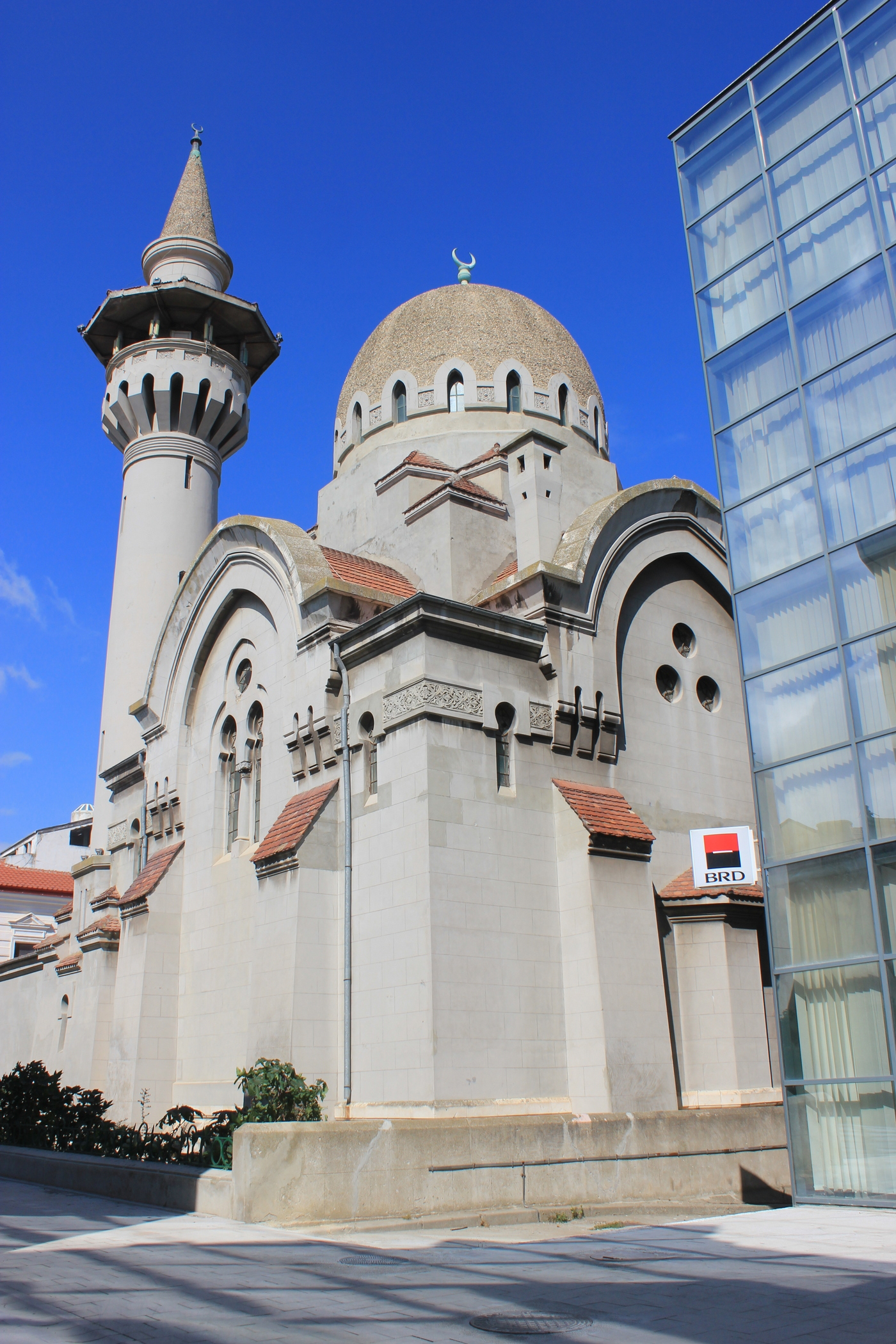
Мечеть Кароля I у місті Констанца
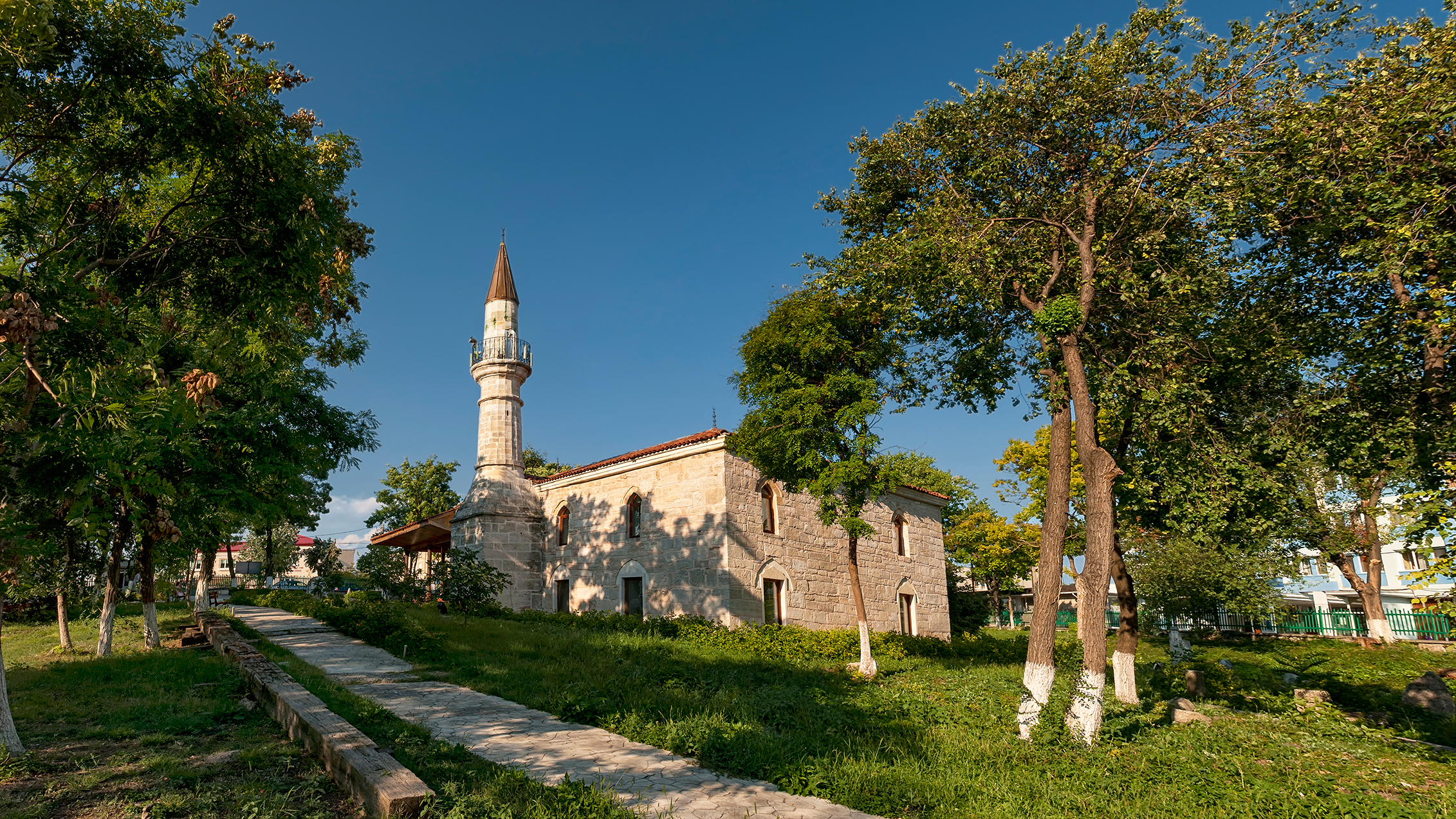
Мечеть Есмахана Султана у місті Мангалія